# Nonne Hall
Ninor "Nonne" Efraim Hall, född 27 juni 1903 i Mjölby socken, Östergötlands län, död 13 april 1960 i Norrköpings Hedvigs församling, var en svensk sångare.

## Biografi
Hall arbetade till vardags som försäljningsinspektör i Norrköping. Han var en duktig kvartett- och körsångare med en förmåga att snabbt lära sig nya melodier. Han skivdebuterade 1929 och gjorde sedan över 500 skivinspelningar under 18 olika pseudonymer (däribland "Bigge Holm" och "Bo Hallman").
Han var gift med Vega Elsa Susanna Hall (1909–2004).

## Diskografi i urval
- Anne-Marie - Sjömanspojkarna
- Fritiof och Carmencita - Orkester
- Den breda vägen - Fred Robbert och hans jazzorkester
- Ballongvalsen - Karlssons blå gossar
- Forsens avsked - Raya Ravell - Carl Jularbos orkester
- I eld och lågor ur filmen Adolf i eld och lågor - Dansorkestern
- Bland de små husen i gränderna vid hamnen - Einar Groths orkester
- Följ mej i dansen -  Naemi Briese -Olle Johnny's orkester
- Vår kärleksmelodi - Bernhard Ejes orkester
- En aftonstjärna glimmar - Greta Wassberg - Arenaorkestern
- På ett litet moln i sjunde himlen ur filmen Bröllopsresan - Georg Enders orkester
- 65'an, 66'an och så jag ur filmen 65, 66 och jag - Dansorkestern
- Bara vissla - Thore Ehrlings orkester
- Ett metspö, en liten mört - Kai Gullmar - The Dreamland orch.
- Mitt hem bland skären ur filmen Bröderna Östermans huskors - Waldimirs orkester

- 1942 – Sonia Estelle och Nonne Hall med Einar Groths orkester.[3]

- 1943 – Sonia Estelle och Nonne Hall med Einar Groths orkester.[4]

- 1943 – Nonne Hall med Einar Groths scalaorkester.[5]

- 1944 – Sam Samsons orkester.[6]
- Julkalas, del 1.
- Julkalas, del 2.

- 1946 – Sonia Estelle och Nonne Hall med Einar Groths orkester.[7]
  - Mina små kamrater, tillsammans med Sonia Estelle.
  - På återseende.

- 1952 – Jerry Högstedts Orkester.[8]
  - Sommarmålning.
  - En afton vid Mjörn, tillsammans med Raya Ravell.